# Gornja Pološnica
Gornja Pološnica es un pueblo ubicado en la municipalidad de Kosjerić, en el distrito de Zlatibor, Serbia.

## Superficie
Posee una superficie de 5,488 kilómetros cuadrados.

## Demografía
Hasta 2011 la población era de 61 habitantes, con una densidad de población de 11,11 habitantes por kilómetro cuadrado.